# Union nationale des étudiants de France
Die Union nationale des étudiants de France (UNEF) ist mit über 30.000 Mitgliedern Frankreichs größter und ältester Studentenverband.
Die Organisation vertritt die Interessen der Studentenschaft gegenüber der nationalen und lokalen Gesetzgebung und Regierung, den politischen Parteien, den staatlichen Gremien, die mit der höheren Bildung befasst sind sowie den universitären Verwaltungen. Auch international ist der Verband aktiv, insbesondere innerhalb der European Students’ Union (ESU). Präsidentin der UNEF ist seit Februar 2019 Mélanie Luce.

## Geschichte

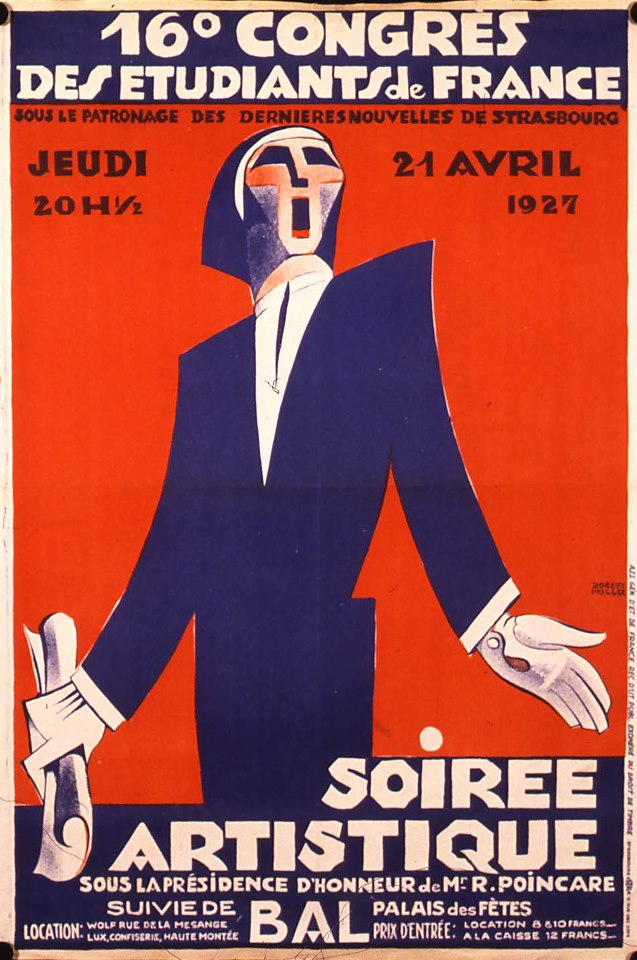
Plakat zum 16. UNEF-Kongress 1927 in Strasbourg

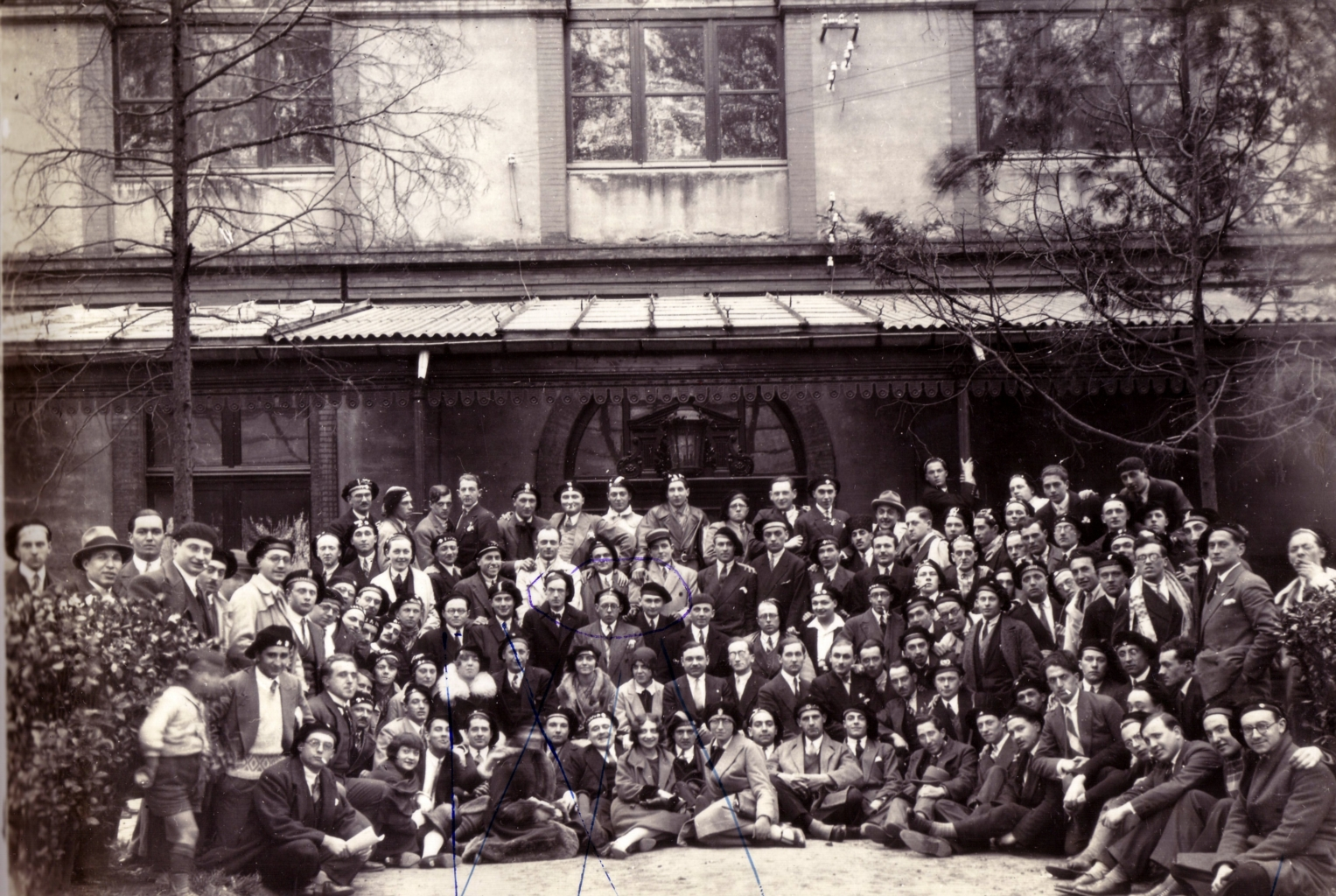
18. UNEF-Kongress 1929 in Toulouse

Gegründet wurde die UNEF 1907 in Lille als freiwilliger Dachverband mehrerer französischer Hochschulgruppen (Associations Générales d'Étudiants, AGE). Diese waren seit den 1870er Jahren entstanden (z. B. Nancy 1877, Lille 1881, Paris 1884, Montpellier 1889). In den Jahren nach dem Ersten Weltkrieg engagierte sich die UNEF vor allem für die internationale Verständigung (Gründungsmitglied der Confédération internationale des étudiants) sowie für die sozialen Belange ihrer Mitglieder (1933 Eröffnung eines eigenen Tuberkulose-Sanatoriums in Saint-Hilaire-du-Touvet, 1936 Gründung des „Comité supérieur des œuvres en faveur des étudiants“, vergleichbar mit den deutschen Studentenwerken). Am 29. Mai 1929 wurde der Dachverband per Verordnung staatlich anerkannt.
In der 1946 verabschiedeten Charte de Grenoble bezeichnete die UNEF den Studenten als „intellektuellen Arbeiter“ und sich selbst als Teil der Arbeiter- und Gewerkschaftsbewegung. Der gewerkschaftliche Syndikalismus, der durch direkte Aktionen die Übernahme von Industriebetrieben durch Arbeiter vorsah, gab das Vorbild ab.
Bis dahin waren die Ziele der UNEF rein wirtschaftlich. Der Student studiere im Interesse der Gesellschaft und habe deswegen einen Anspruch auf ein Studentengehalt. Die Forderung wurde in Deutschland später vom SDS aufgegriffen. 1948 wurde auf Druck der UNEF eine studentische Sozialversicherung (Mutuelle nationale des étudiants de France, MNEF, seit 2000 La Mutuelle Des Etudiants, LMDE) gegründet.
Bis 1957 betätigte die UNEF sich nicht politisch. Der Algerienkrieg änderte dies. In den 1950er Jahren unterstützte UNEF die Unabhängigkeitsbewegung in Algerien und wurde daraufhin von der Regierung gemaßregelt (Sperrung öffentlicher Zuschüsse). Am 27. Oktober 1960 organisierte UNEF die erste große Demonstration gegen den Krieg. Daraufhin kam es 1962 erstmals zur Abspaltung eines rechten Flügels, der sich gegen politische Aktivitäten aussprach.
1967 war die PSU die am weitesten links stehende Partei in Frankreich. Die führenden Funktionäre der UNEF waren PSU-Mitglieder. Während der Pariser Maiunruhen 1968 stellte und organisierte eine trotzkistische Gruppe, der Revolutionäre Kommunistische Studentenverband (JCR), den Ordnungsdienst der UNEF. Ohne ihn wäre die Zahl der Toten und Verletzten ohne Zweifel höher gewesen. Ihre gemäßigte Haltung führte die UNEF in Opposition zur Bewegung des 22. März. Auf dem Höhepunkt der studentischen Rebellion trafen sich 30.000 bis 50.000 Studenten zum UNEF-Kongress im Pariser Stade Sebastien Charlety. In der Folge zerbrach 1971 die UNEF in mehrere rivalisierende Organisationen, die jeweils von verschiedenen politischen Parteien dominiert wurden bzw. diesen nahestanden. Erst 2001 kam es zur Wiedervereinigung der beiden wichtigsten Flügel – UNEF-SE (Solidarité Étudiante) und UNEF-ID (Indépendante et Démocratique) – unter dem alten Namen UNEF.
2006 war die UNEF unter ihrem Präsidenten Bruno Julliard führend an den Studentenprotesten gegen Premierminister Dominique de Villepins Arbeitsgesetz Contrat première embauche (CPE) beteiligt.